# Tethina ochracea
Tethina ochracea är en tvåvingeart som först beskrevs av Friedrich Georg Hendel 1913.  Tethina ochracea ingår i släktet Tethina och familjen Canacidae. Inga underarter finns listade i Catalogue of Life.